# Chrysocharis bedius
Chrysocharis bedius är en stekelart som först beskrevs av Walker 1842.  Chrysocharis bedius ingår i släktet Chrysocharis och familjen finglanssteklar. Inga underarter finns listade i Catalogue of Life.